# Shirley Strong
Shirley Elaine Strong (née le 18 novembre 1958 à Cuddington) est une athlète britannique spécialiste du 100 mètres haies. Mesurant 1,73 m pour 63 kg, elle fut licenciée au Trafford AC de Manchester.

## Carrière

### Palmarès
| Date | Compétition           | Lieu        | Résultat | Performance |
| ---- | --------------------- | ----------- | -------- | ----------- |
| 1978 | Jeux du Commonwealth  | Edmonton    | 2e       | 13 s 08     |
| 1982 | Jeux du Commonwealth  | Brisbane    | 1re      | 12 s 78     |
| 1983 | Championnats du monde | Helsinki    | 5e       | 12 s 78     |
| 1984 | Jeux olympiques d'été | Los Angeles | 2e       | 12 s 88     |

### Records
| Épreuve     | Performance | Lieu | Date |
| ----------- | ----------- | ---- | ---- |
| 100 m haies | 12 s 87     |      | 1983 |